# Johanna Mattsson
Malin Johanna Mattsson (ur. 2 maja 1988 w Gällivare) – szwedzka zapaśniczka walcząca w stylu wolnym. Olimpijka z Rio de Janeiro 2016, gdzie zajęła czternaste miejsce w kategorii 58 kg.
Brązowa medalistka mistrzostw świata w 2010, 2017 i 2021. Czterokrotna medalistka mistrzostw Europy w latach 2006–2014. Siódma na igrzyskach europejskich w 2015 i ósma w 2019. Mistrzyni nordycka w 2019. Ósma w Pucharze Świata w 2015. Mistrzyni świata juniorów w 2005, druga w 2008, a trzecia w 2006 i 2007 roku.